# Constance-Marie Charpentier
Pour les articles homonymes, voir Charpentier (homonymie).
Constance-Marie Charpentier, née le 4 avril 1767 à Paris et morte dans la même ville le 3 août 1849, est une peintre française. Elle est considérée comme l’un des meilleurs portraitistes de son époque.

## Biographie

### Famille
Constance-Marie Bondelu est la fille unique d'Alexandre Hyacinthe Bondelu (mort en 1786), épicier cour du Commerce à Paris, et de son épouse Marie Angélique Debacq. En 1787, après la vente du commerce, Constance-Marie Bondelu et sa mère s'installent dans un logement rue des Cordeliers. 
En avril 1793, elle épouse François Victor Charpentier, un fonctionnaire de la préfecture de Paris, frère d'Antoinette Gabrielle Danton et beau-frère du révolutionnaire Georges Danton. Le couple s'installe au 17, rue du Théâtre-Français où elle habite en 1795. Cette rue est renommée rue du Théâtre de l'Odéon en 1798 et elle y habite au no 35 en 1806.

### Formation artistique
On sait peu de choses de sa formation artistique et seul son style permet d'identifier de ses potentiels maîtres : Jean-Georges Wille, Jacques-Louis David, Louis Lafitte, François Gérard et Pierre Bouillon.
Ses parents sont aisés et peuvent l'inscrire aux cours de dessin de Johann Georg Wille en 1777, cours qu'elle ne quittera qu'en 1787 année où elle essaie d'entrer à l'Académie des beaux-arts. Le 5 avril 1787, elle intègre l'atelier de Jacques-Louis David, son atelier étant connu pour accepter des étudiantes au delà du quota de quatre étudiantes par enseignant imposé par l’Académie des beaux-arts.

### Carrière artistique

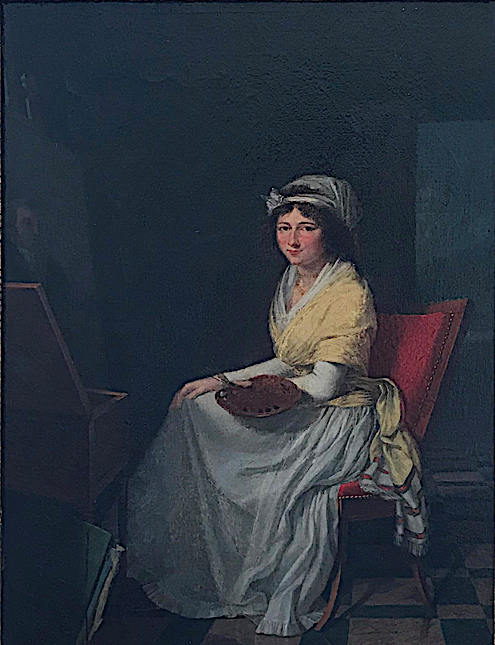
Jean-Joseph Ansiaux, Portrait de Constance Charpentier (1793), Bruxelles, fondation Roi Baudouin.

Constance-Marie-Charpentier peint des scènes de genre et des portraits, essentiellement d'enfant et de femmes. Une suite de quatre œuvres sur le thème de Sémire et Mélide est interprété à l'aquatinte en couleurs par Louis-François Mariage.
En 1798, elle reçoit un prix d'encouragement du ministère de l'Intérieur pour La Veuve d’une journée et La Veuve d’une année. Son tableau La Mélancolie est remarquable car les femmes peintres ne s'attaquent habituellement pas à un travail de cette complexité et sont cantonnées à peindre des natures mortes, des portraits ou des scènes de genres. De 1798 à 1821 (ou de 1795 à 1819), elle expose environ 50 peintures dans divers Salons, gagnant une médaille d'or en 1814 au Salon de Paris, et une médaille d'argent et en 1821 au Salon de Douai. En 1801, elle est remarquée pour son tableau La Mélancolie que l'État français achète « à titre d’encouragement ».
À partir de 1821, elle se consacre à enseigner la peinture aux femmes peintres dans son atelier rue du Pot-de-Fer-Saint-Sulpice.

## Œuvres
Certaines de ses œuvres seraient attribuées à tort à son maître David à l'instar du portrait de Marie Joséphine Charlotte du Val d'Ognes désormais attribué à Marie-Denise Villers.

### Collections publiques
États-Unis
- Williamstown, Clark Art Institute
  - Portrait d'une dame buvant du café, vers 1800, huile sur toile[8].
  - Portrait d'un homme scellant une lettre, vers 1800, huile sur toile[9].

France
- Amiens, musée de Picardie : La Mélancolie, huile sur toile
- Paris, musée Carnavalet : Georges Danton, huile sur toile

Suède
- Stockholm, Nationalmuseum : Académie d'homme, dessin[10].

### Salons
- Salon de Paris :
  - 1795 :
    - La petite Friande (no 82) ;
    - Portrait d'homme et Portrait de femme (no 83).

  - 1798 :
    - Portrait en pied du C. F…, ex-représentant du peuple au Conseil des Anciens (no 79) ;
    - Portrait d’une femme et de son enfant (no 80) ;
    - Portrait d’une femme peintre(no 81) ;
    - Portrait de l’auteur (no 82) ;
    - Portrait d’homme (no 93).

  - 1799 :
    - La Veuve d'une journée et son pendant La Veuve d'une année (no 708), prix d'encouragement ;
    - Portrait de l'auteur et de sa fille (no 709) ;
    - Portrait de femme (no 710) ;
    - Portrait de femme (no 711).

  - 1800 :
    - Portrait de Mme Delille, artiste de l’Odéon' (no 85) ;
    - Portrait d'une petite fille (no 86) ;
    - plusieurs Portraits (no 87).

  - 1801 :
    - La Mélancolie (no 58, achat de l'État) ;
    - La Jeunesse bienfaisante (no 59) ;
    - Plusieurs Portraits  (no 60).

  - 1804 : Une mère convalescente soignée par ses enfants ;
  - 1806 : Un aveugle entouré de ses enfants est consolé de la perte de la vue par les jouissances des quatre autres sens (no 94).
  - 1808 :
    - Première cure d’un jeune médecin (no 114) ;
    - Portraits et Études (no 115) ;

  - 1810 : plusieurs Portraits (no 155).
  - 1812 :
    - Une mère recevant la confidence de sa fille (no 183) ;
    - Une jeune Fille tenant un nid de fauvettes  (no 184) ;
    - L’Absence, étude de femme (no 185) ;
    - Portrait de Mme la baronne Dupin (no 186) ;
    - Portrait de Mlle Aug. Jodot (no 187) ;
    - Portrait de M. Larey, major de cavalerie, et de son épouse (no 188) ;
    - plusieurs Portraits (no 189).

  - 1814, le jury lui décerne une médaille d'or :
    - Première cure d’un jeune médecin (no 197) ;
    - Une dame recevant la confidence de sa fille (no 198) ;
    - Une jeune Personne dessinant le paysage (no 199) ;
    - Portrait de deux jeunes filles de M.C., statuaire (no 200) ;
    - Portrait de la fille de M. B., peintre (no 201) ;
    - Tête de vieillard (no 202) ;
    - Tête de vieille femme (no 203) ;
    - plusieurs Portraits (no 204).

  - 1819 :
    - Portrait de Mme A… en paysanne suisse (no 212) ;
    - Portrait de Mlle G…, peintre (no 213) ;
    - Portrait d'une petite fille (no 214) ;
    - plusieurs Portraits (no 215).
- Salon de Douai de 1821,le jury lui décerne une récompense.

Œuvres de Constance-Marie Charpentier
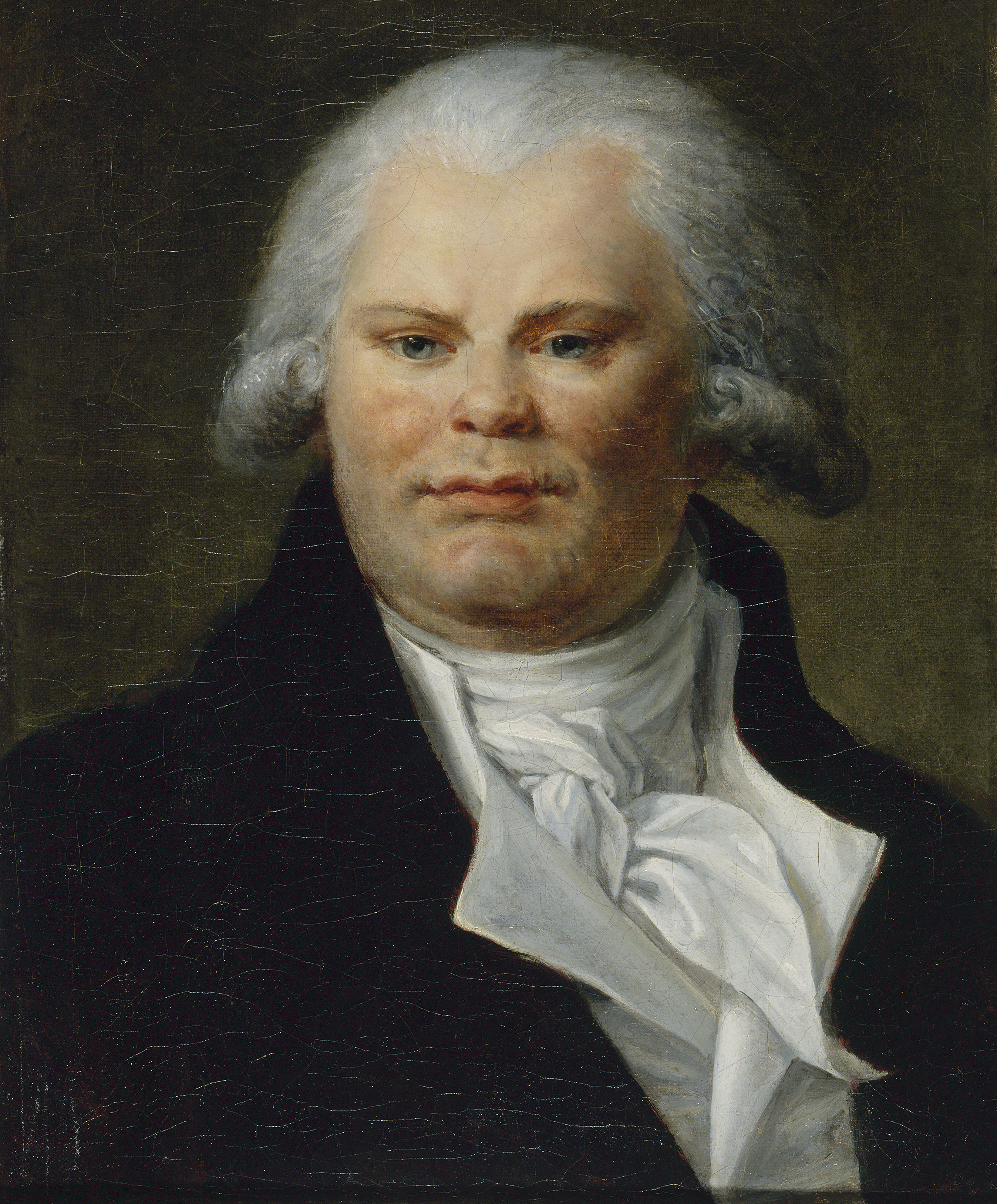
Portrait de Georges Danton (1759-1794), orateur et homme politique (vers 1790), Paris, musée Carnavalet.
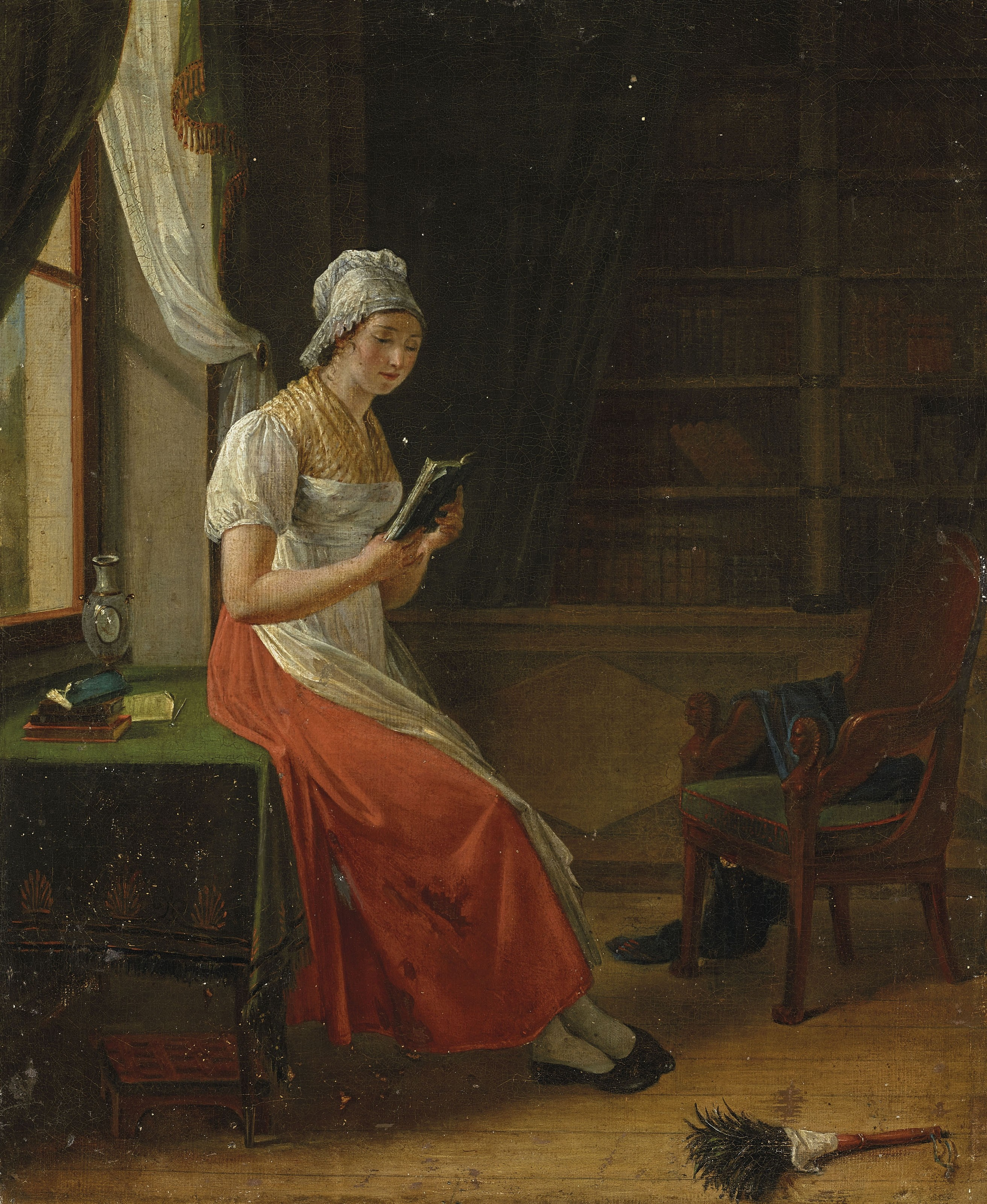
La Servante paresseuse (vers 1800), localisation inconnue.
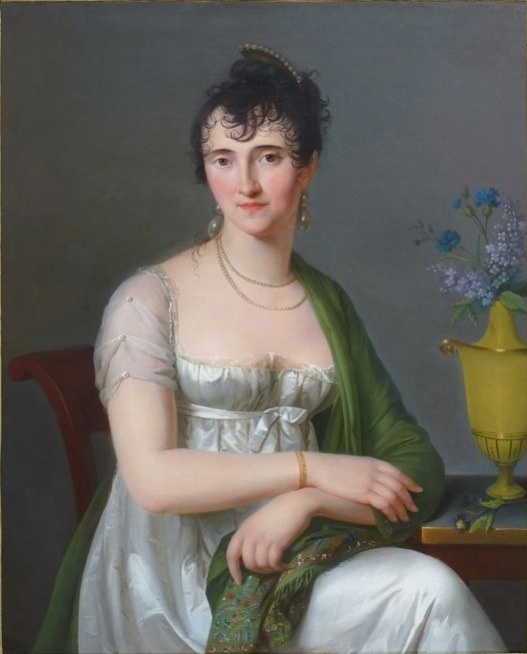
Portrait de la baronne Dubois (vers 1800), localisation inconnue.
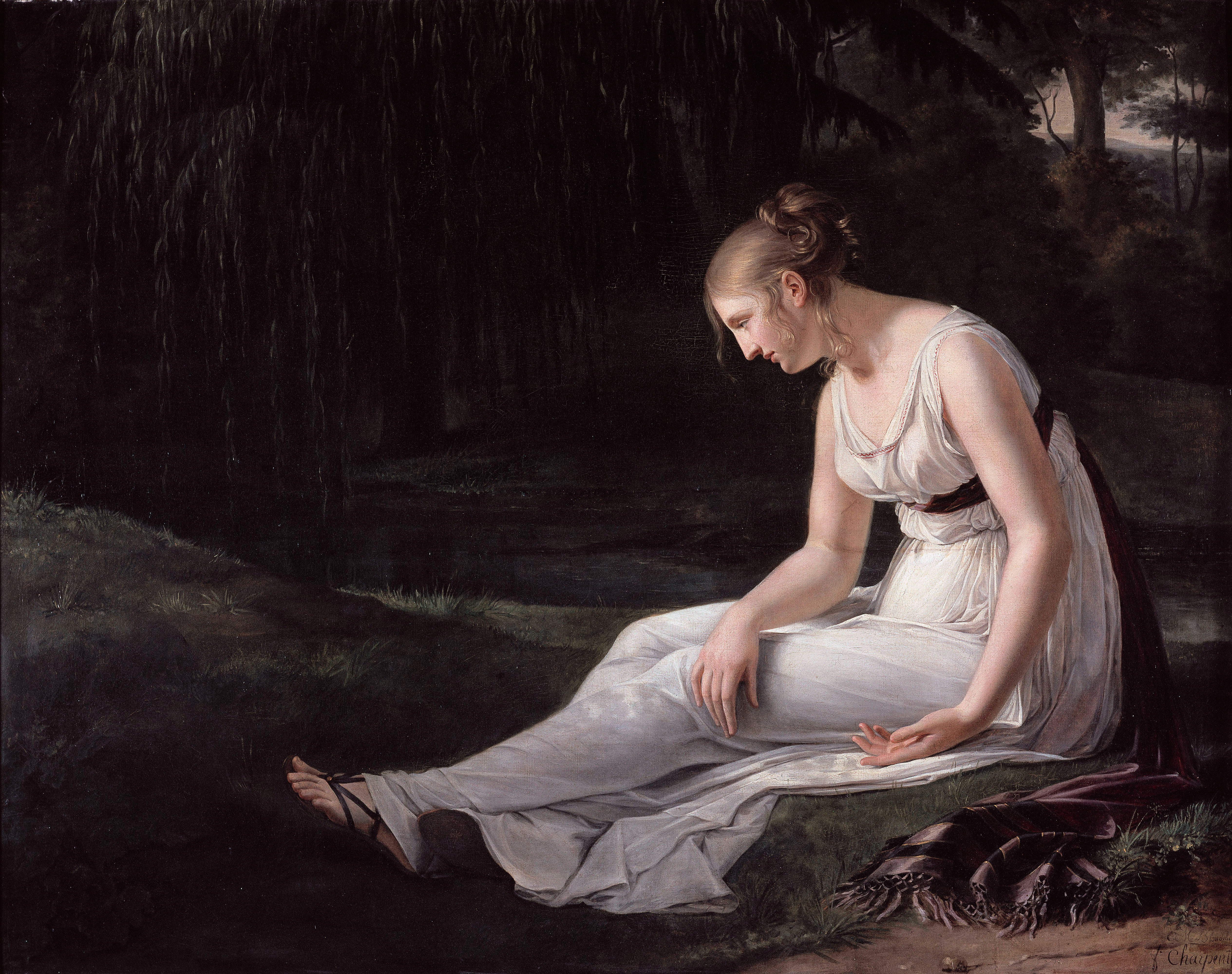
La Mélancolie (1801), Amiens, musée de Picardie.
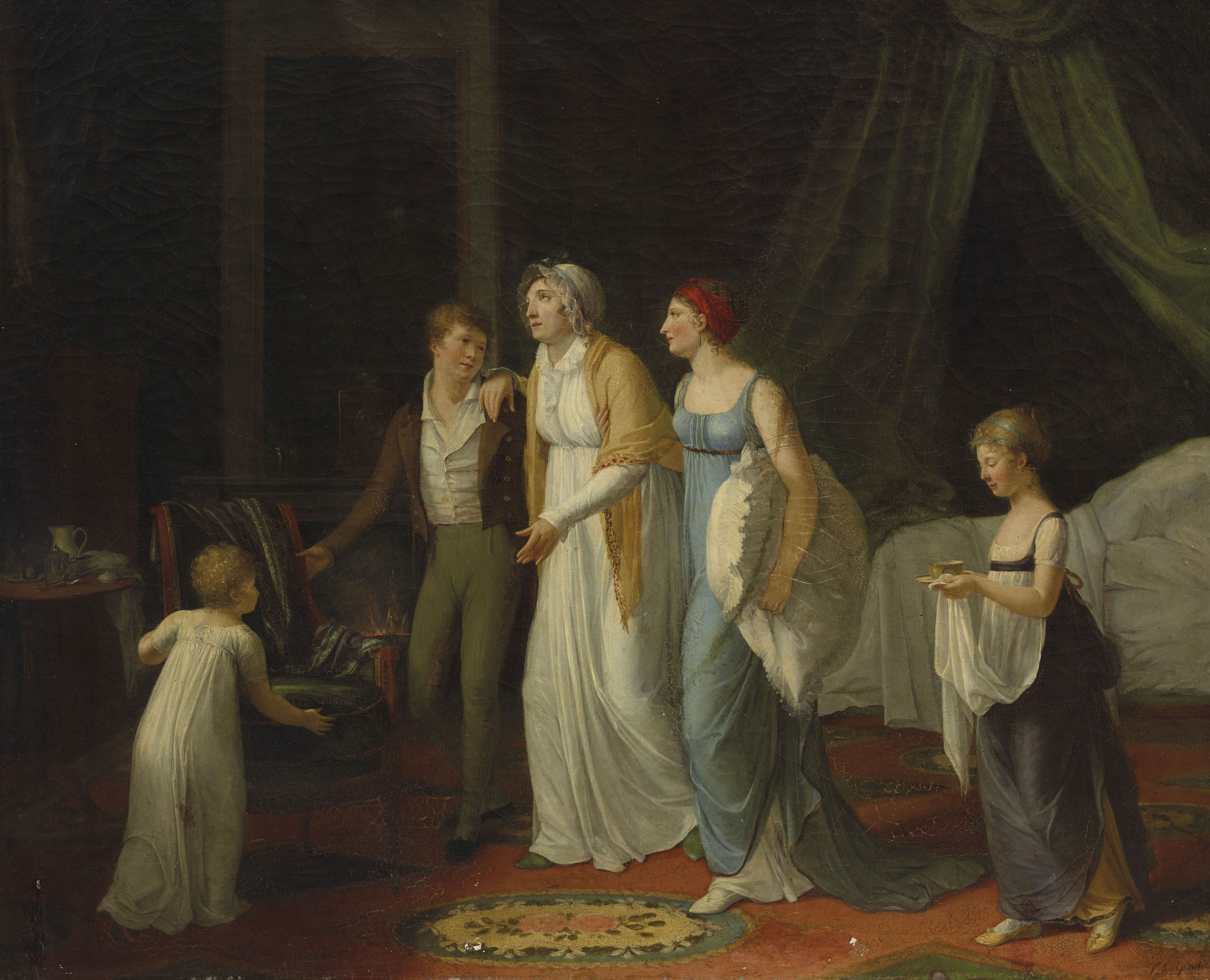
Une mère convalescente soignée par ses enfants (Salon de 1804), localisation inconnue.
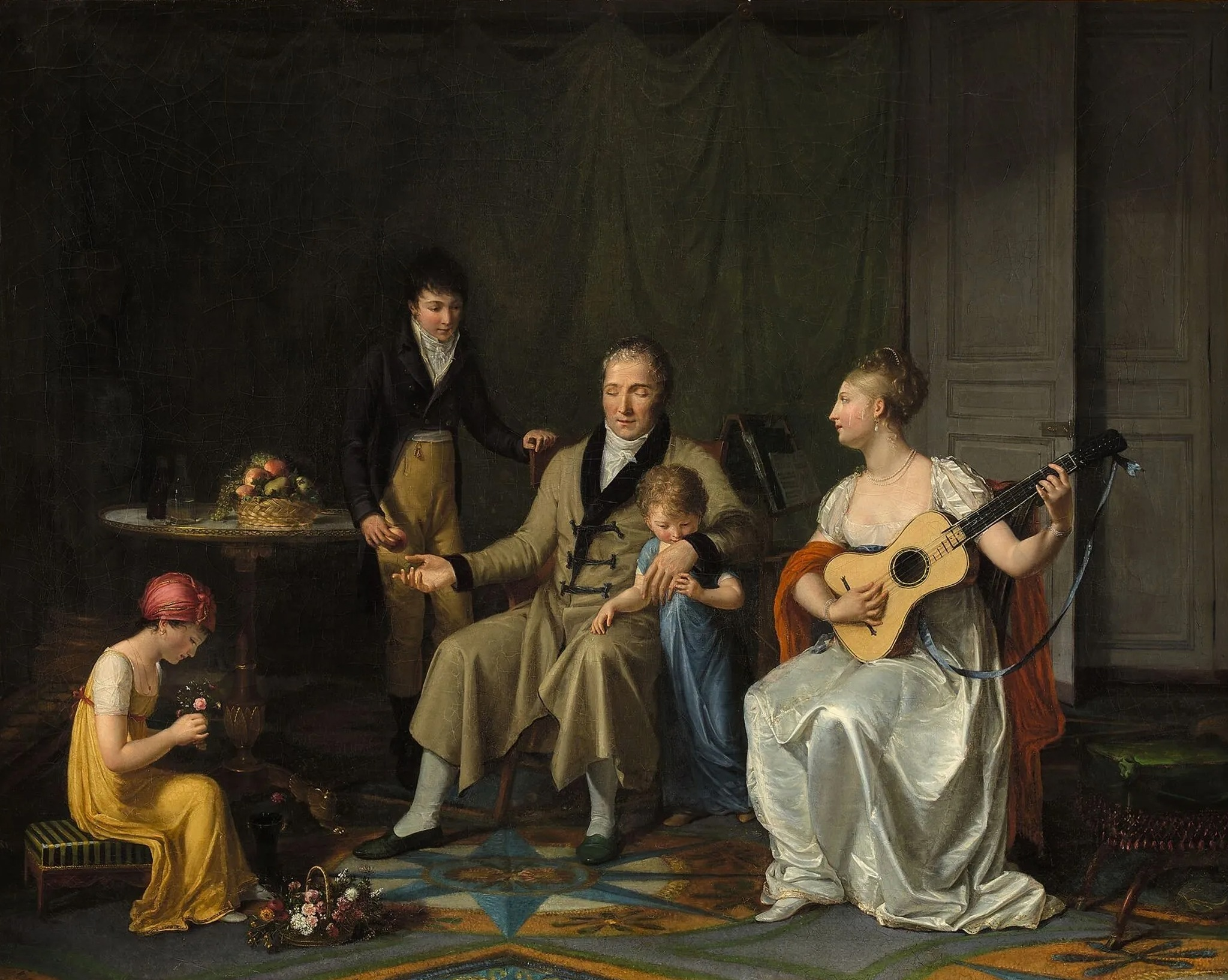
Les Cinq sens ou Un aveugle entouré de ses enfants est consolé de la perte de la vue par la jouissance des quatre autres sens (Salon de 1806)
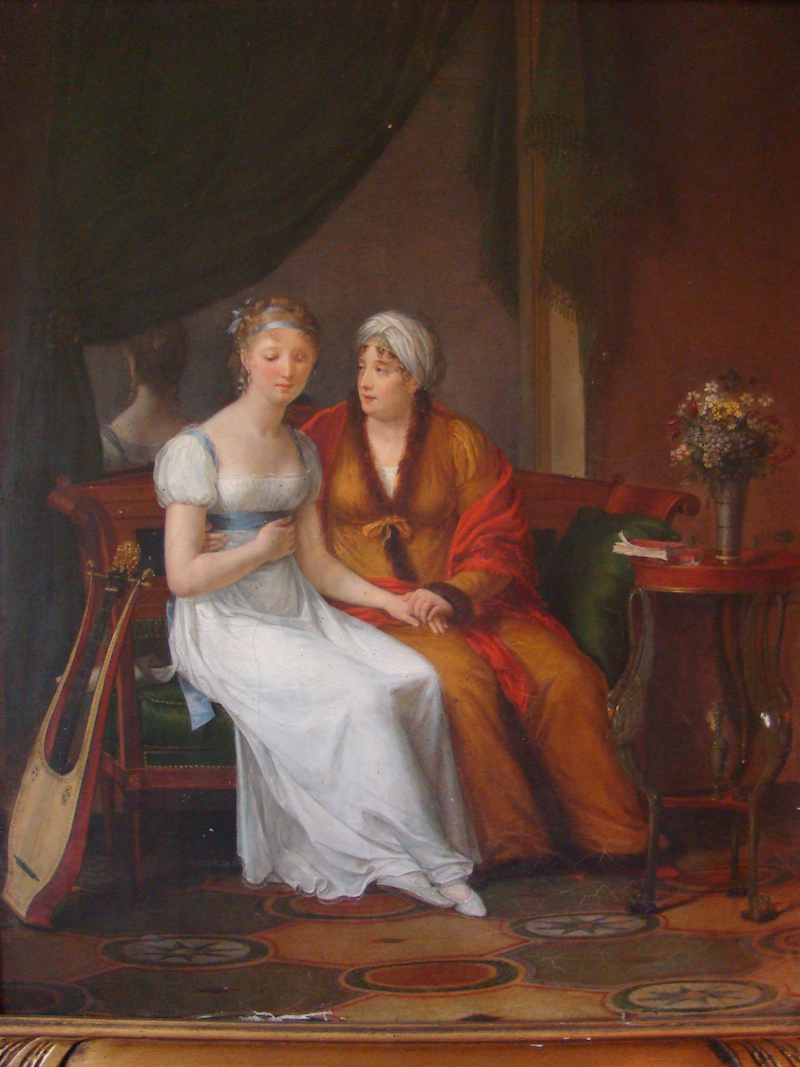
Une mère recevant la confidence de sa fille (vers 1812), localisation inconnue.

## Expositions
- 2009 : Paris, galerie Terrades, Portrait d'une jeune femme.